# Tamra
Tamra (Hebreeuws: טמרה, Arabisch: طمرة) is een stad in het district Noord in Israël. De bevolking bestaat uitsluitend uit Israëlische Arabieren.
Susan Nathan, die in 1999 alia maakte en in Tel Aviv ging wonen, maar gedesillusioneerd raakte in Israël, schreef een boek over haar jarenlange verblijf in het stadje als enige joodse inwoner. Zij wilde het leven van de Arabische bevolking leren kennen en beschrijft in haar boek vormen van discriminatie waar Israëlische Arabieren mee te maken hebben, zoals de grote schaarste aan bouwgrond, waardoor het bouwen van woningen problematisch is. In tegenstelling tot joodse plaatsen wordt de bouwgrens van overheidswege heel krap rond de al bestaande bebouwing getrokken. Zelfs bouwen op (eigen) landbouwgrond daarbuiten (met díe bestemming) is illegaal en bedreigd met boete en sloop die altijd kan komen.

## Voetnoten
1. ↑  Population of localities numbering above 1,000 inhabitants and other rural population on 30/09/2006 (pdf), cbs.gov.il
2. ↑  Susan Nathan (2005). De andere kant van Israël. Archipel, Amsterdam. ISBN 90 6305 206 5.